# Ilpendam

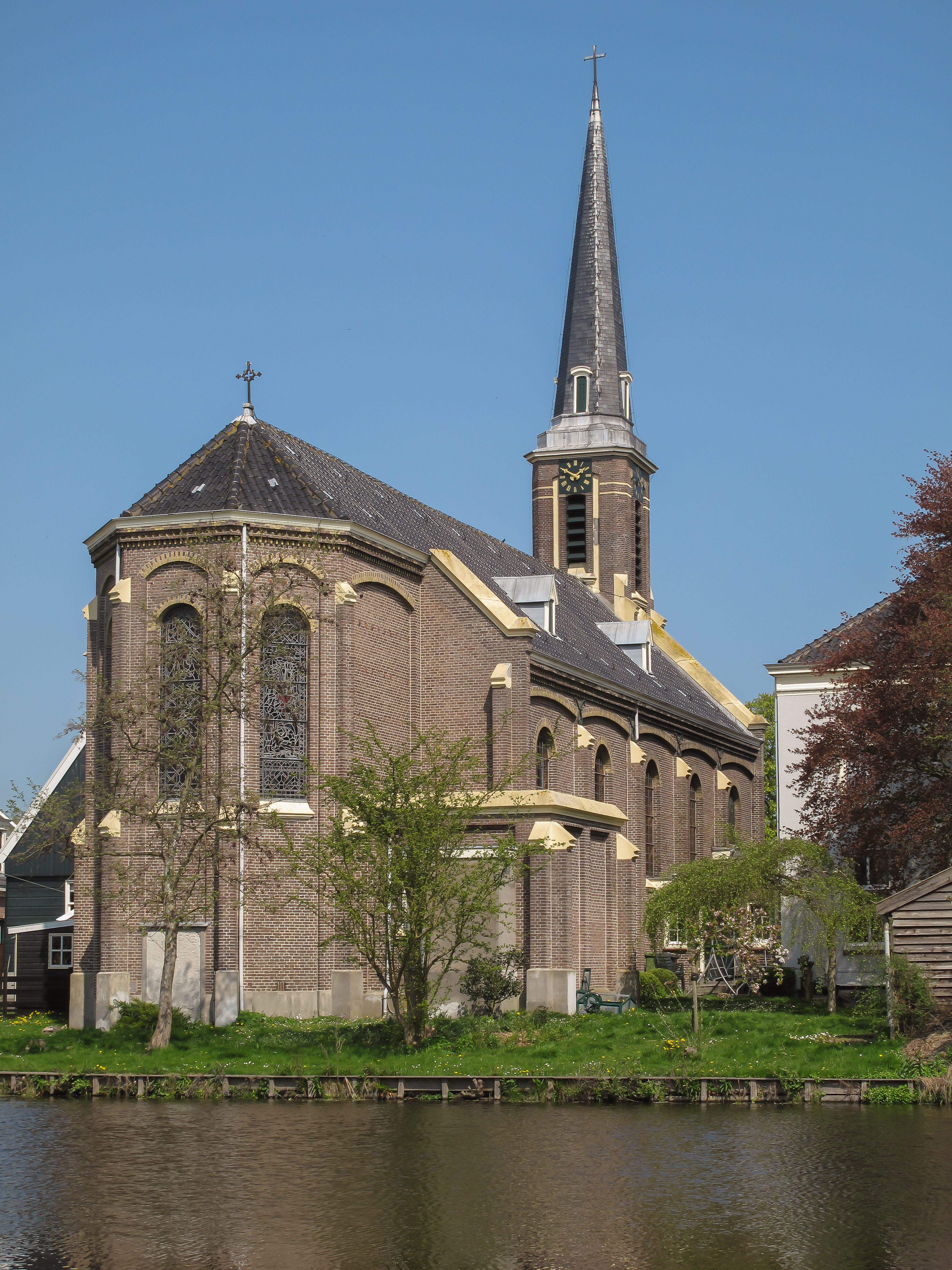
L'église : De Sint Sebastianuskerk.

Ilpendam est un village de la province de Hollande-Septentrionale aux Pays-Bas. Il fait partie de la commune de Waterland. 
La population de Ilpendam (district statistique) est d'environ 1 850 habitants (2004), le village proprement dit a une population de 1 613 habitants.

## Seigneurie de libre dePurmerlandet d'Ilpendam
De 1538 à 1582, la Maison d'Egmont lui succéda. Puis, de 1678 à 1870, ce furent la Maison de Graeff, une importante famille d'Amsterdam. Ce château d'Ilpenstein, construit vers 1622, et ses habitants ont joué un rôle important dans le développement de la région autour de la région de Waterland.

## Monuments
- Château d'Ilpenstein

## Personnalité liée au village
C'est le village d'où est originaire la chanteuse Sita.